# INOGATE
INOGATE — программа международного сотрудничества в энергетической сфере между Европейским Союзом, Причерноморскими и Прикаспийскими государствами, а также соседними с ними странами. Программа реализуется от имени ЕС EuropeAid, при поддержке секретариата, который расположен в Киеве, Украина и регионального офиса, который находится в Тбилиси, Грузия. Программа основана в 1996 г.
INOGATE — это самая длительная программа, финансируемая Европейским Союзом (ЕС). До конца 2006 Программа INOGATE финансировалась в рамках Технической Помощи ЕС Содружеству Независимых Государств, Программой (TACIS). С 2007 INOGATE финансируется Европейским Инструментом Соседства и Партнерства (ENPI). EuropeAid поддерживает программу с помощью инструмента ENPI и инструмента по Сотрудничеству и Развитию.

## Происхождение
Программа INOGATE (англ. INterstate Oil and GAs Transportation to Europe — Иногейт) была создана в 1995 году, как механизм ЕС для межгосударственной транспортировки нефти и газа в Европу (отсюда и образовался акроним на английском языке). Сначала это относилось только к нефти и газопроводам с Восточной Европы и Кавказа в ЕС. В 2001 было подписано Рамочное Соглашение между двадцатью одной страной в Киеве, с целью сотрудничества в сфере развития и модернизации трубопроводов. После конференции в Баку, в Азербайджане в 2004 году и конференции в Астане, в Казахстане, эта программа преобразовалась в более широкое партнёрство в энергетической сфере, и работает по четырём основным направлениям:
- Усиление энергетической безопасности
- Конвергенция энергетических рынков на основе принципов внутреннего энергетического рынка ЕС
- Поддержка развития устойчивой энергетики
- Привлечение инвестиций в энергетические проекты общего и регионального интереса.

С 2007 года программа INOGATE финансируется Европейской Инициативой Соседства и Партнерства (ENPI).

## Страны-партнёры INOGATE
- Азербайджан
- Армения
- Белоруссия
- Грузия
- Казахстан
- Киргизия
- Молдавия
- Россия (только в качестве наблюдателя)
- Таджикистан
- Туркменистан
- Турция
- Узбекистан
- Украина

Турция является страной-партнёром INOGATE, поэтому все время приглашается к участию в заседаниях INOGATE, но не является страной-бенефициаром. Программа INOGATE — это специальная инициатива трех директоратов Европейской Комиссии: Генерального директората по транспорту и энергетики, генеральный директорат по внешним связям и офисом сотрудничества EuropeAid.

## «Бакинская инициатива» и декларация подписанная в Астане
«Бакинская инициатива» — результат политического диалога об энергетическом сотрудничестве между ЕС и странами партнерами INOGATE. Эта инициатива была принята 13 ноября 2004 года на Министерской конференции в Баку. Вторая Министерская конференция прошла в Астане 30 ноября 2006 года, которая подтвердила намерения программы INOGATE покрывать больший спектр энергетических вопросов в странах партнерах и их совместные действия по этим вопросам с ЕС.
Одна из целей «Бакинской инициативы» это усиление интеграции энергетических рынков стран участниц с ЕС, для создания прозрачных энергетических рынков способных к привлечению инвестиций и усилению безопасности и надежности поставок энергоносителей. (Другие аспекты Инициативы относятся к транспортировке). Страны партнеры согласились гармонизировать законодательные и технические стандарты, которые способствуют функционированию интегрированного энергетического рынка согласно с международными и правовыми нормами ЕС; повысить безопасность и надежность поставок энергоносителей путём увеличения и создания новой инфраструктуры; заменить старую энергогенерирующую инфраструктуру на новую, которая является экологически благоприятной для окружающей среды; развить новые инфраструктуры и внедрить современные мониторинговые системы; улучшит энергопоставки и управление спросом через интеграцию энергоэффективных систем; увеличить финансирование коммерческих и экологически дееспособных энергетических проектов общего интереса. «Дорожная карта» направленная на достижение этих целей была подписана в Астане.

## Структура и деятельность
Координатором выполнения Бакинской Инициативы является Технический секретариат INOGATE, расположенный в Киеве.
Бакинская Инициатива выполняется с помощью четырёх рабочих групп, участниками которых являются представители всех стран партнеров:
- Гармонизация правовых, регуляторных и институциональных норм для либерализации рынка;
- Усиление энергетической безопасности и надежности на транспортных сетях:
- Устойчивое энергетическое развитие;
- Привлечение инвестиций и поддержка проектов.

На веб портале INOGATE приведено ряд проектов, которые финансируются ENPI, и реализовываются программой INOGATE. С февраля 2009 года, эти проекты покрывают инициативы по улучшению надежности и безопасности нефте и газотранспортных структур, развития координированных энергетических политик в Центральной Азии и поддержка интеграции рынка и инициатив устойчивой энергетики в странах партнерах.
Программой INOGATE были также подготовлены карты нефте и газопроводов стран партнеров и их связь с Западной Европой.
Программа INOGATE имеет постоянно обновляемый список конференций и публикаций. На веб портале расположена постоянно обновляемая информация, новости в сфере развития энергетики в странах партнерах, соответствующие инициативы и политики ЕС.

## Проект INOGATE
Проект INOGATE — это финансируемый ЕС региональный энергетический проект, направленный на поддержку сотрудничества в области энергетической политики Стран-партнеров по вопросам, связанным с четырьмя направлениями деятельности Программы INOGATE. С момента начала данной Программы в 1996 году реализовано около 61 проекта INOGATE. В настоящее время продолжаются 3 проекта INOGATE:
- Технический секретариат Программы INOGATE и комплексная программа в поддержку Бакинской инициативы и энергетических целей Восточного партнерства, сроки выполнения проекта: 02/2012 — 01/2015, общий бюджет: 16,6 млн евро;
- Инициатива энергосбережения в строительном секторе Восточной Европы и Центральной Азии, сроки выполнения проекта: 01/2010 — 12/2013, общий бюджет: 4,5 млн евро;
- Программа по устойчивой энергетике для Центральной Азии: возобновляемые источники энергии и энергоэффективность, сроки выполнения проекта: 01/2013 — 12/2015, общий бюджет: 4 млн евро. Кроме этих проектов существует ещё один проект, связанный с Программой INOGATE (то есть не будучи проектом INOGATE, получает финансирование в рамках INOGATE и способствует достижению тех же целей), который Программа планирует принимать во внимание:

Кроме того, есть ещё один проект:
- Поддержка участия городов Восточной Европы и Центральной Азии в «Соглашении мэров» (проект, связанный с INOGATE); сроки выполнения проекта: 09/2011 — 09/2013, общий бюджет: 2,15 млн евро. Каждый и этих проектов отвечает за обеспечение визуального представление своей деятельности.

Однако, Технический секретариат Программы INOGATE (ITS) содействует распространению результатов работы проектов в более широком контексте Программы INOGATE.